# Katzwalchen
Katzwalchen ist ein Ortsteil von Palling im Landkreis Traunstein in Oberbayern.
Das Dorf gehört zur Kulturlandschaftseinheit Rupertiwinkel.

## Lage
Katzwalchen liegt im Gegensatz zum nahen größeren Oberwalchen in der Ebene, besitzt aber wie dieses auch weder eine Kirche noch ein Wirtshaus, nur einen Handwerksbetrieb und kann sonst keine Besonderheiten aufweisen. Es besteht lediglich aus 3 Bauernhöfen, von denen einer „beim Freidl“ heißt. Dieser Hof war über ein paar Generationen der Sitz der Familie Freutsmiedl. Die Ortschaft liegt in der Reihe der „Walchen-Orte“ an der Traun, also von Oberwalchen, Traunwalchen, Roitwalchen, Litzlwalchen und Walchenberg. Die Entfernung von Katzwalchen nach Polsing beträgt 3 km und die nach Freutsmoos 8 km.

## Geschichte
Die Ortschaft Katzwalchen weist mit ihrem Namen auf vorbaiuwarische Zeiten hin, also noch in das 6. bis 8. Jahrhundert, denn der Name Walchen geht auf die Einwanderungszeit der Bajuwaren zurück und bezeichnet die damals noch vorhandene Bevölkerungsschicht der Keltoromanen. Was der erste Namensbestandteil „Katz“, in früheren Jahrhunderten Catz oder Chatz geschrieben, bedeutet, ist unbekannt. Der Bezug auf Katzen ist denkbar, aber nicht zwingend.

### Pestmarterl von Unterschilding 1642

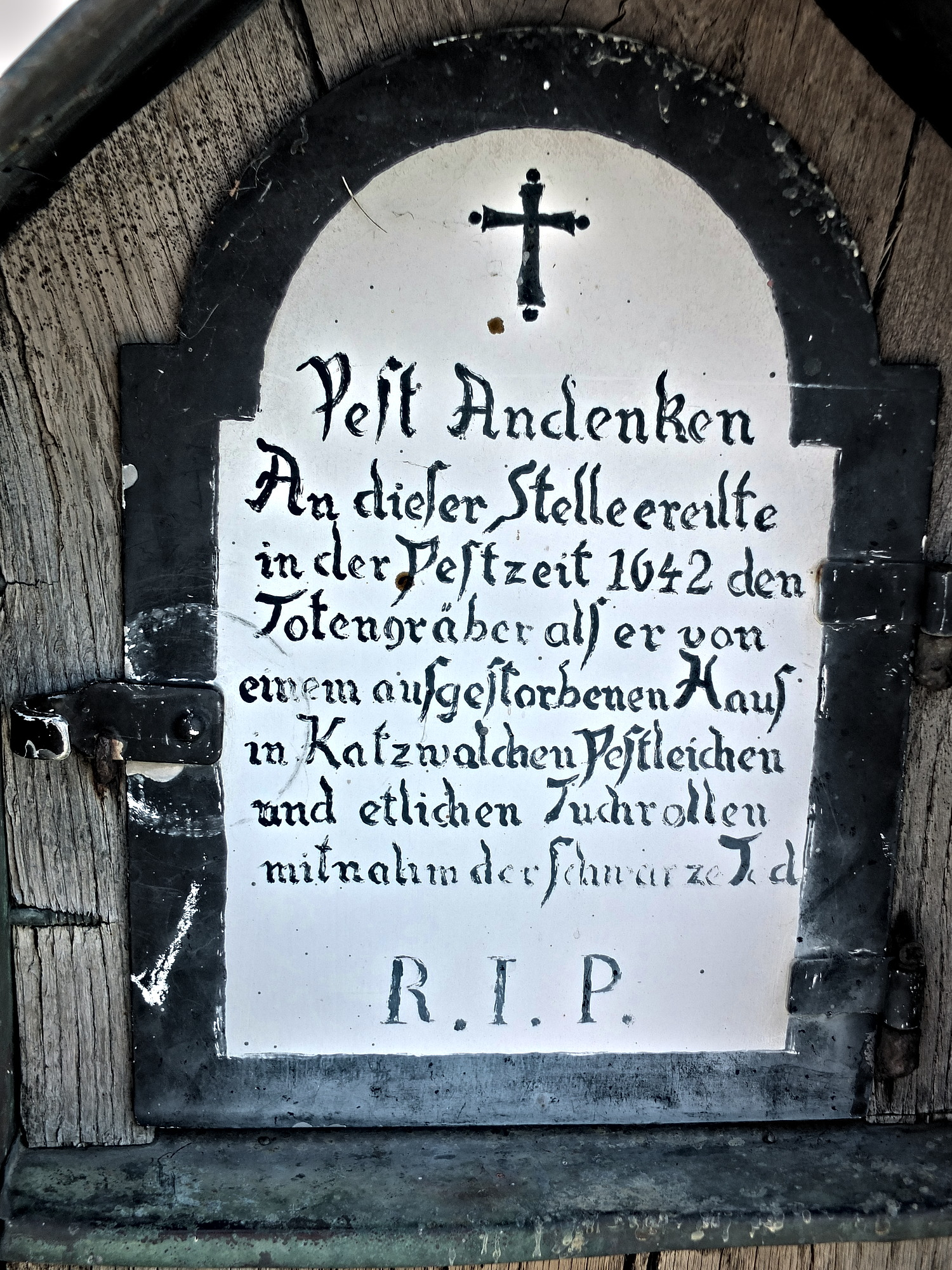
Inschrift des Pestmarterl

Mitte des 17. Jahrhunderts wütete der Schwarze Tod im Chiemgau und dem angrenzenden Rupertiwinkel. Das Pestmarterl von Unterschilding beschreibt, wie dem Totengräber, beim Transport von Pestleichen und Tuchrollen, aus dem Ortsteil Katzwalchen, der Tod ereilte.

„Pest Andenken
An dieser Stelle ereilte in der Pestzeit 1642 den Totengräber als er von einem ausgestorbenen Haus in Katzwalchen Pestleichen und etlichen Tuchrollen mitnahm der schwarze Tod - R.I.P.“

### Historische Landesgrenze

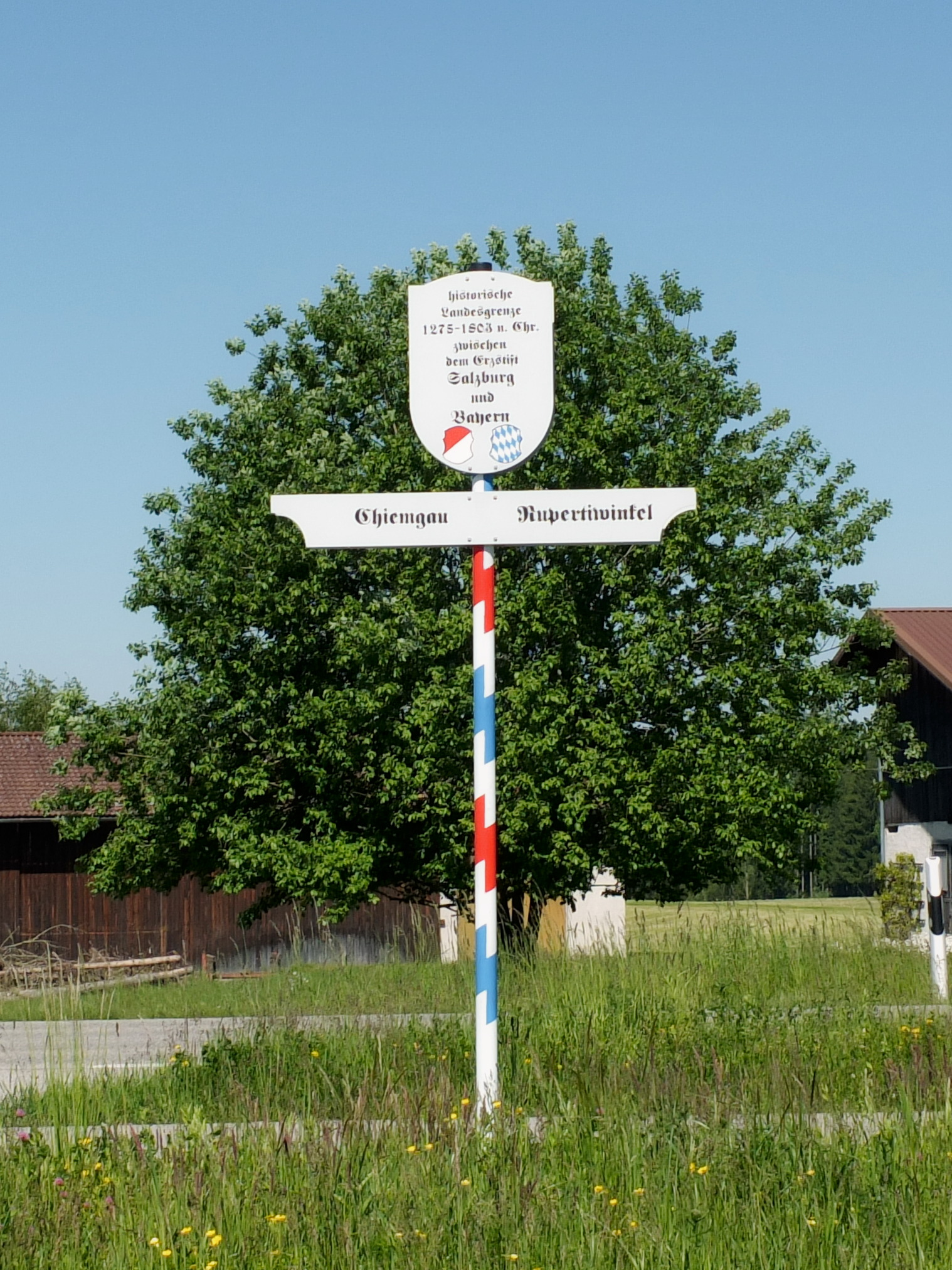
Hinweisschild hist. Landesgrenze

Katzwalchen gehört zur Kulturlandschaftseinheit Rupertiwinkel.
Südlich des Ortes verlief von 1275 bis 1803 n. Chr. die historische Landesgrenze zwischen dem Erzstift Salzburg und dem Königreich Bayern.